# Table des caractères Unicode/UFE20
Cette page contient des caractères spéciaux ou non latins. S’ils s’affichent mal (▯, ?, etc.), consultez la page d’aide Unicode.
Table des caractères Unicode U+FE20 à U+FE2F (65 056 à 65 071 en décimal).

## Demi-signes combinatoires(Unicode 1.1 à 8.0)
Caractères utilisés comme demi-signes diacritiques se combinant avec le caractère qu’ils suivent. Ils ne sont toutefois pas réservés seulement pour l’écriture latine, mais aussi utilisés pour les écritures grecque, copte et cyrillique. Ces signes sont ici présentés combinés soit à la lettre latine minuscule « o » (U+006E) à des fins de lisibilité, soit à la lettre cyrillique minuscule « о » (U+043E) pour les deux derniers demi-signes spécifiques à l’écriture cyrillique.
Les quatre premiers demi-signes sont normalement employés par paire, l’un codé après une première lettre de base avec laquelle il se combine, l’autre codé après la dernière lettre de base ; ces demi-signes forment alors une ligature graphique du diacritique complet.
Leur usage n’est cependant pas recommandé dans les nouveaux textes, et ces demi-signes sont fournis uniquement pour compatibilité avec d’anciennes normes. Il est aujourd’hui préférable de les remplacer autant que possible par un unique diacritique, choisi parmi les signes diacritiques en double-largeur et codé entre deux lettres liées.
Si nécessaire, un demi-signe U+FE26 diacritique macron joignant ou U+FE2D diacritique macron joignant bas peut être utilisé après une lettre médiale pour créer des ligatures couvrant plus de deux lettres de base. Ainsi, les trois signes (U+FE24 à U+FE26) sont utilisés en copte pour indiquer le nom de divinités ou de héros, une convention qui se rapproche de l’utilisation de cartouches en égyptien hiéroglyphique. Le macron suscrit s'étend  alors du centre du premier caractère de la séquence au centre du dernier caractère. On utilise U+FE24 diacritique moitié gauche de macron après le premier caractère, U+FE25 diacritique moitié droite de macron après le dernier caractère, et U+FE26 diacritique macron joignant pour tous les autres caractères de la séquence. Ces trois derniers demi-signes diacritiques peuvent également servir aux notation similaires des grands nombres en numération romaine (au-dessus de séquences de chiffres romains ou de lettres capitales latines). En revanche pour un macron surmontant une unique lettre, le diacritique macron standard (isolé) devrait être utilisé, et pour les diacritiques surmontant deux caractères de base, les diacritiques doubles devrait être utilisés et codés juste avant le second caractère de base.
Les demi-signes diacritiques de la même catégorie (de U+FE20 à U+FE21, de U+FE22 à U+FE23, de U+FE24 à U+FE26, de U+FE27 à U+FE28, de U+FE29 à U+FE2A, de U+FE2B à U+FE2D, ou de  U+FE2E à U+FE2F) sont alors jointifs même s'ils sont combinés chacun à des caractères différents, ce qui veut dire que leur positionnement en hauteur devrait être ajusté entre les différents caractères de base (il peut y en avoir plus de 3) qui les porte (ce qui ne devrait pas être un problème avec les caractères de base avec lesquels ils sont combinés, sauf s'ils portent déjà d'autres diacritiques au-dessus), de même que leur longueur (notamment pour U+FE26 doit être suffisante pour réunir les diacritiques en une ligne continue) en fonction de la largeur de chaque caractère de base qui les porte. Un tel rendu demande un moteur graphique capable d'effectuer ce traitement sur les diacritiques, comme il le fait pour les liaisons cursives de lettres de base en arabe (où ces jonctions cursives sont obligatoires entre certaines paires de lettres et décrites dans le standard Unicode), dans les écritures indiennes à lettres jointives, ou dans les styles cursifs (manuscrits) en latin, avec des polices de caractères spécialement préparées pour permettre ce traitement. Sans cela, le rendu restera approximatif avec un positionnement et des longueurs non ajustés mais seulement estimés pour les caractères de base les plus courants et les plus simples.

### Table des caractères
| en fr  | 0 | 1 | 2 | 3 | 4 | 5 | 6 | 7 | 8 | 9 | A | B | C | D | E | F |
| ------ | - | - | - | - | - | - | - | - | - | - | - | - | - | - | - | - |
| U+FE20 | o︠ | o︡ | o︢ | o︣ | o︤ | o︥ | o︦ | o︧ | o︨ | o︩ | o︪ | o︫ | o︬ | o︭ | о︮ | о︯ |

### Historique

#### Version initiale Unicode 1.1
| v · d · m | 0 | 1 | 2 | 3 | 4 | 5 | 6 | 7 | 8 | 9 | A | B | C | D | E | F |
| --------- | - | - | - | - | - | - | - | - | - | - | - | - | - | - | - | - |
| U+FE20    | o︠ | o︡ | o︢ | o︣ |   |   |   |   |   |   |   |   |   |   |   |   |

#### Compléments Unicode 5.1
| v · d · m | 0 | 1 | 2 | 3 | 4 | 5 | 6 | 7 | 8 | 9 | A | B | C | D | E | F |
| --------- | - | - | - | - | - | - | - | - | - | - | - | - | - | - | - | - |
| U+FE20    |   |   |   |   | o︤ | o︥ | o︦ |   |   |   |   |   |   |   |   |   |

#### Compléments Unicode 7.0
| v · d · m | 0 | 1 | 2 | 3 | 4 | 5 | 6 | 7 | 8 | 9 | A | B | C | D | E | F |
| --------- | - | - | - | - | - | - | - | - | - | - | - | - | - | - | - | - |
| U+FE20    |   |   |   |   |   |   |   | o︧ | o︨ | o︩ | o︪ | o︫ | o︬ | o︭ |   |   |

#### Compléments Unicode 8.0
| v · d · m | 0 | 1 | 2 | 3 | 4 | 5 | 6 | 7 | 8 | 9 | A | B | C | D | E | F |
| --------- | - | - | - | - | - | - | - | - | - | - | - | - | - | - | - | - |
| U+FE20    |   |   |   |   |   |   |   |   |   |   |   |   |   |   | о︮ | о︯ |